# توني جونسون (سياسي)
توني جونسون (بالإنجليزية: Tony Johnson)‏ هو سياسي أسترالي، ولد في 31 أغسطس 1924، وتوفي في 31 مايو 2001. حزبياً، نشط في حزب العمال الأسترالي. وقد انتخب عضو الجمعية التشريعية نيو ساوث ويلز.